# Amsterdamse Bos

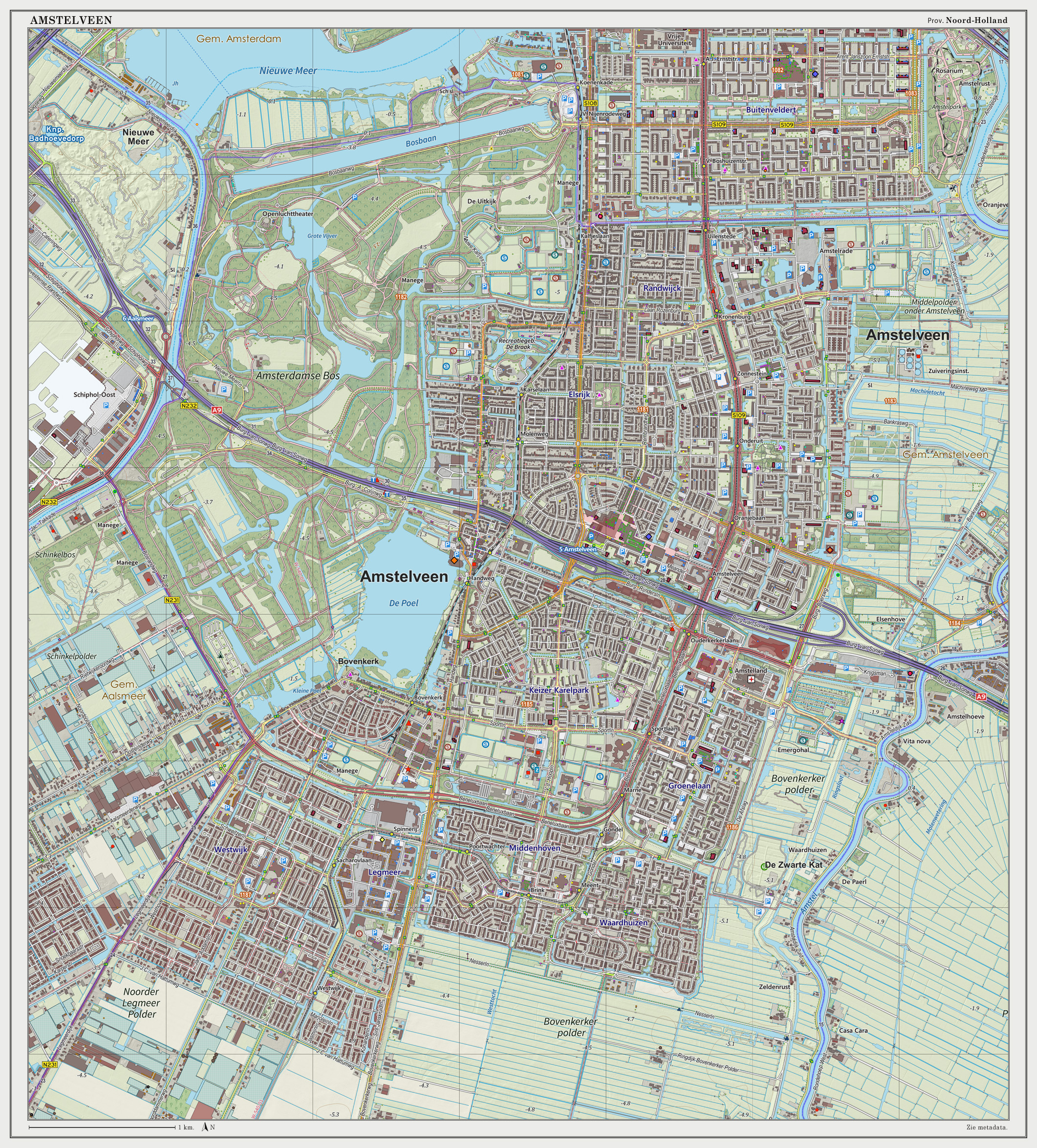
Het Amsterdamse Bos ligt ten noordwesten van Amstelveen.

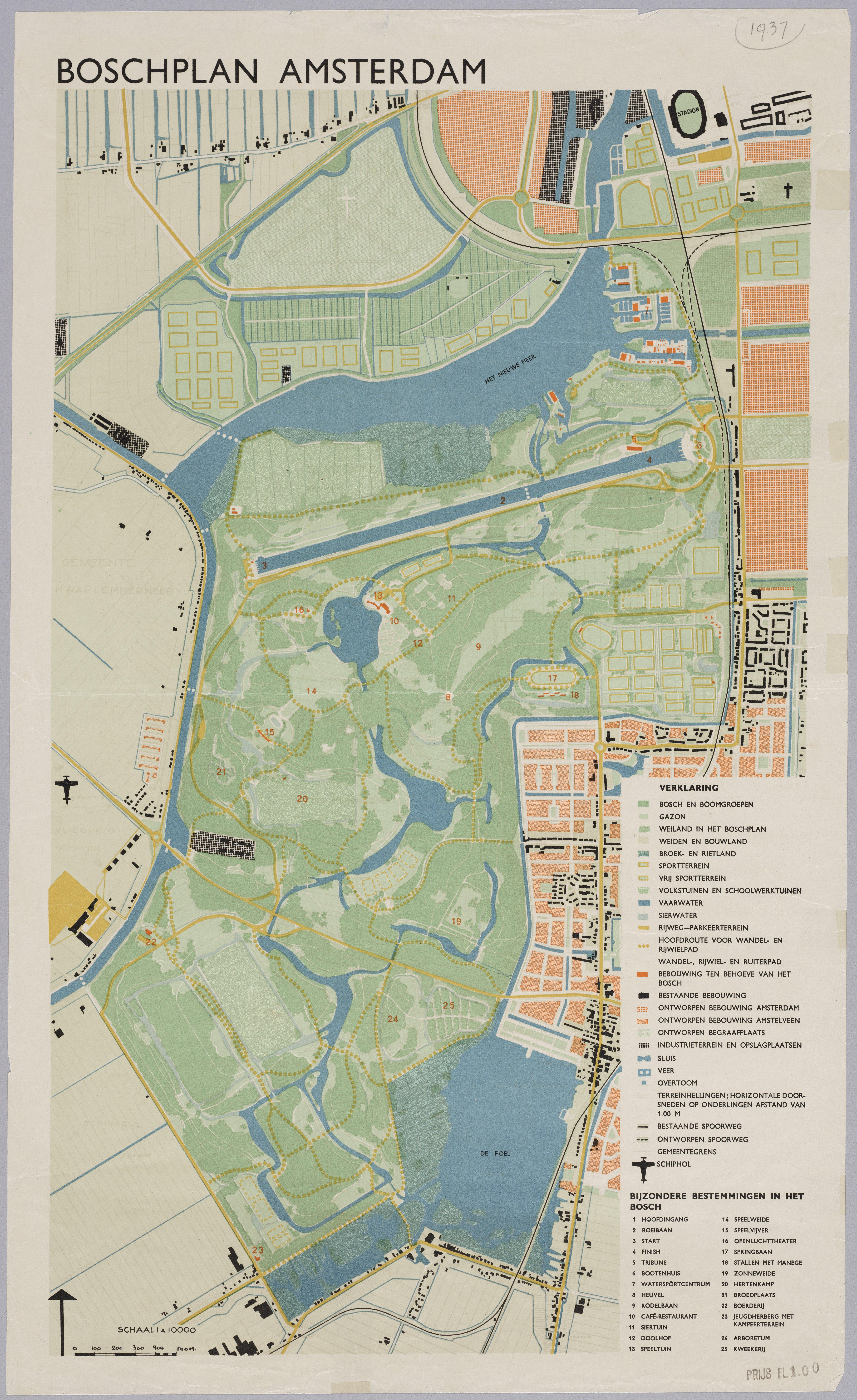
Kaart van het 'Boschplan Amsterdam' uit 1937.

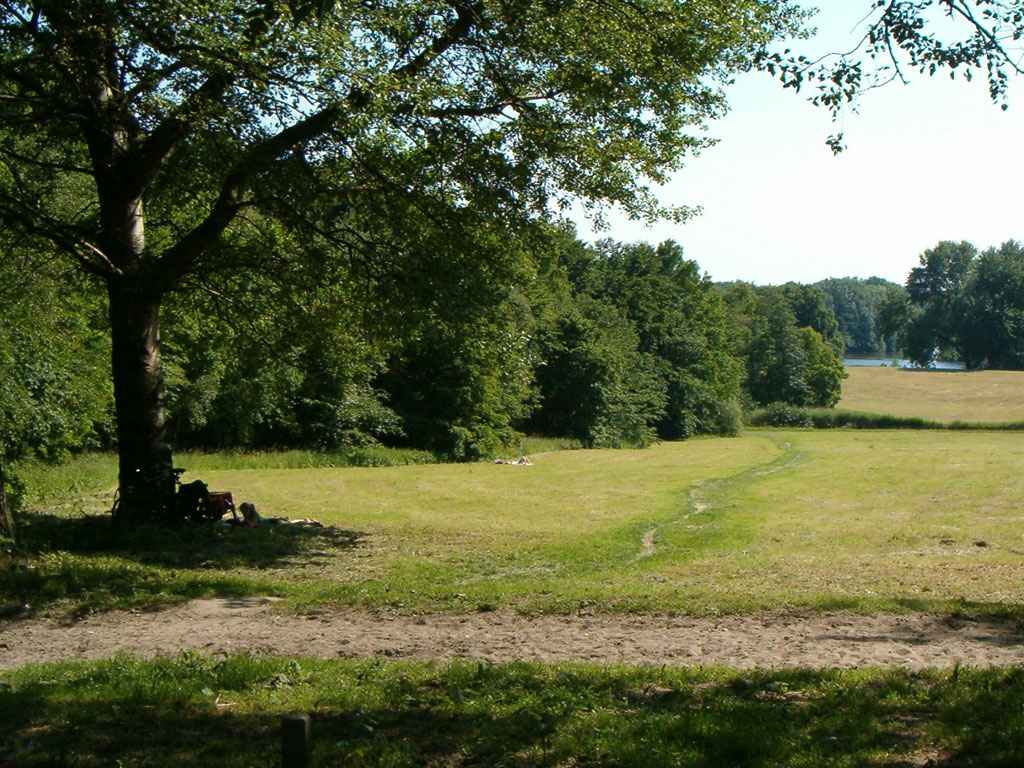
Uitzicht op de kleine vijver vanaf de heuvel.

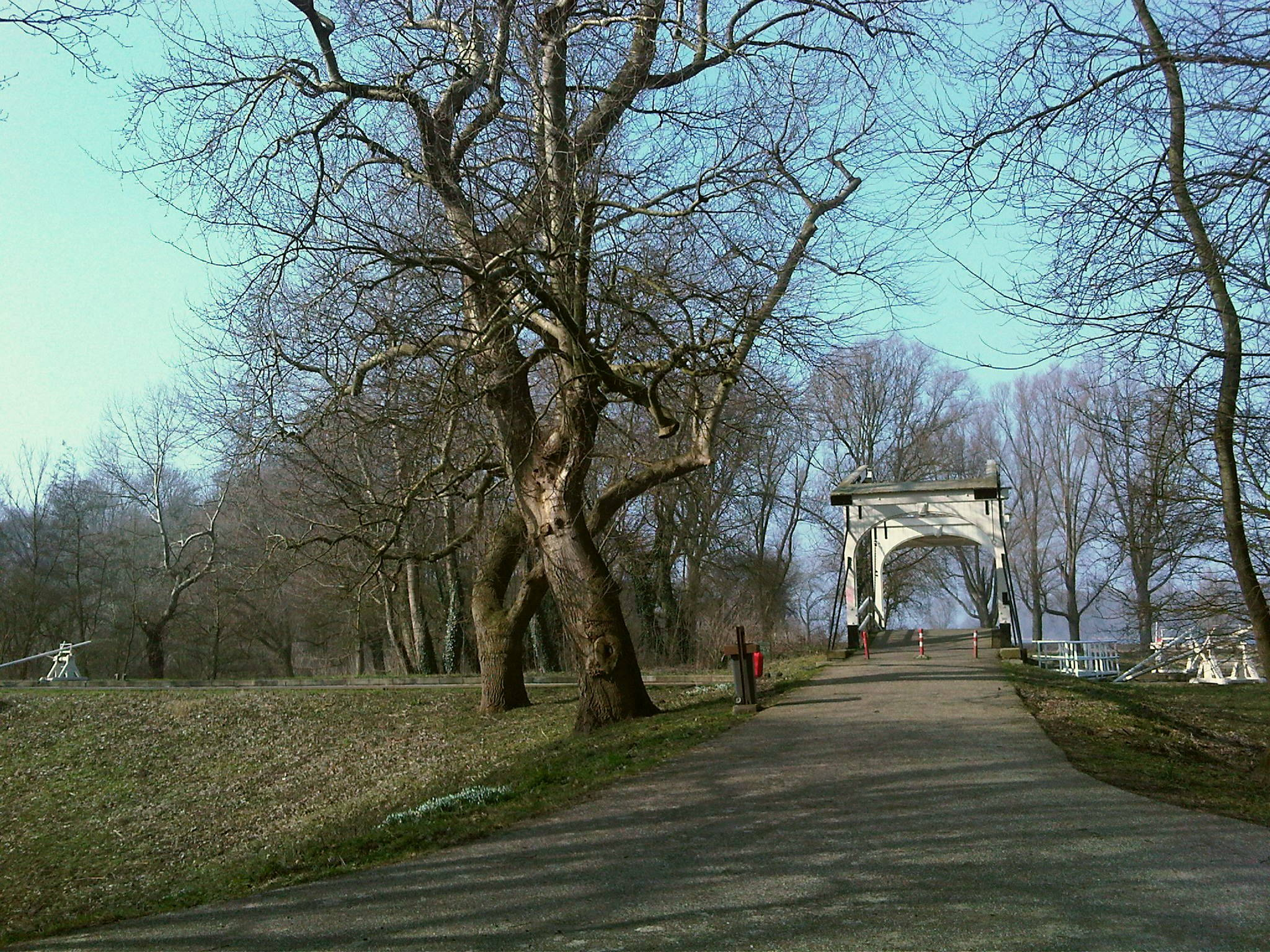
Brug over kanaal tussen Bosbaan en Nieuwe Meer.

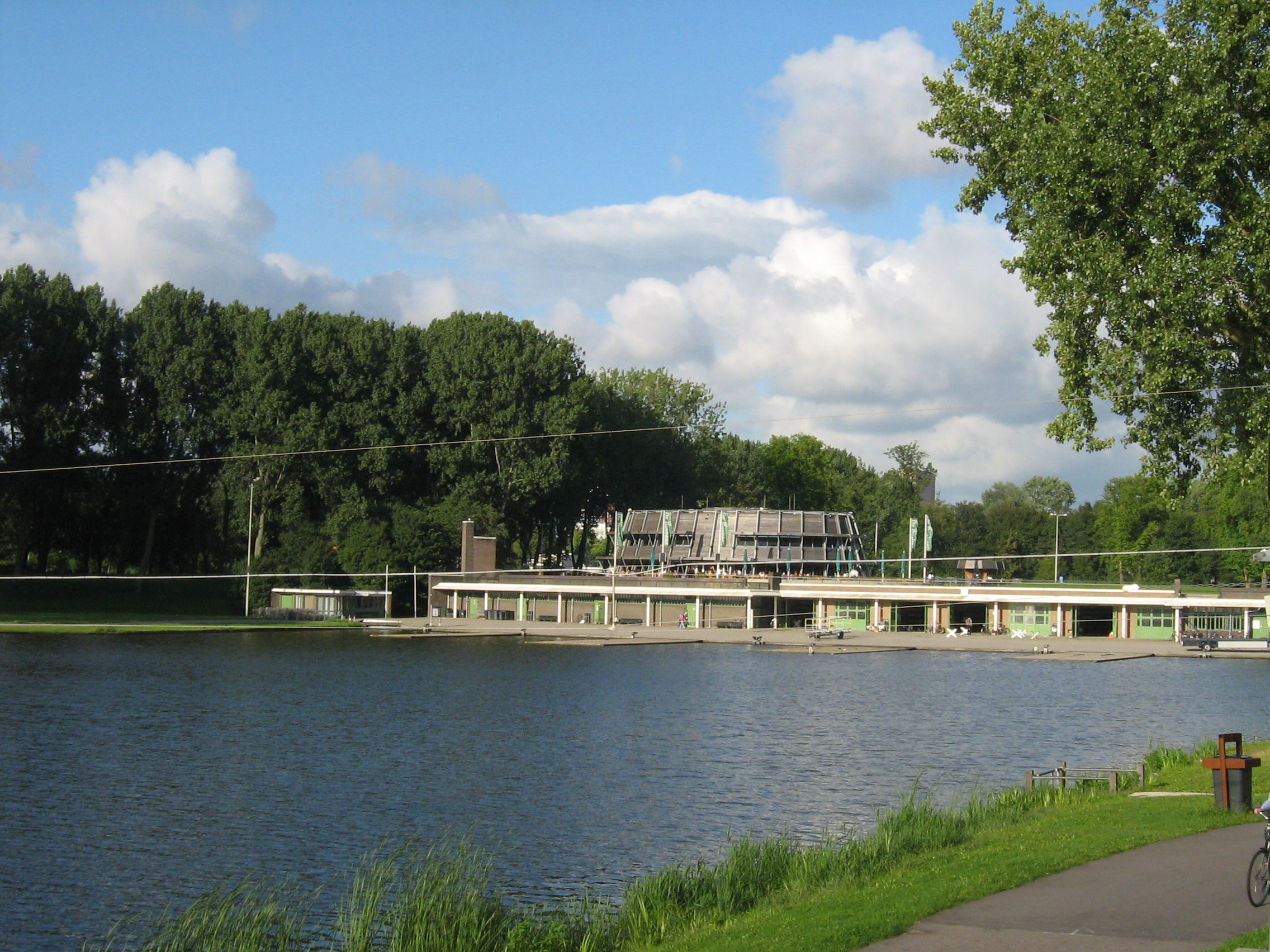
Botenhuis aan de Bosbaan.

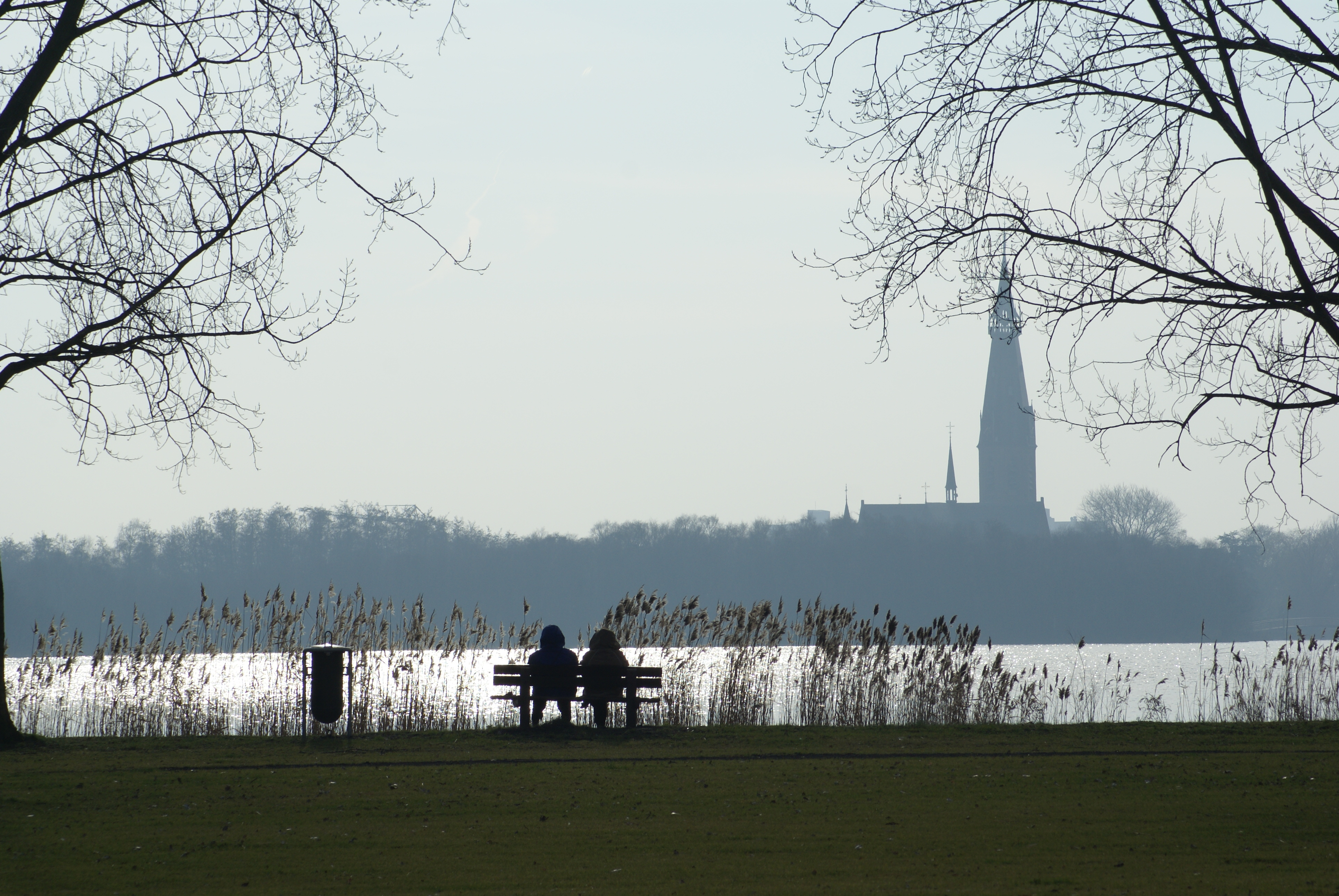
Bankje aan de Amstelveense Poel, met de Sint-Urbanuskerk in de verte.

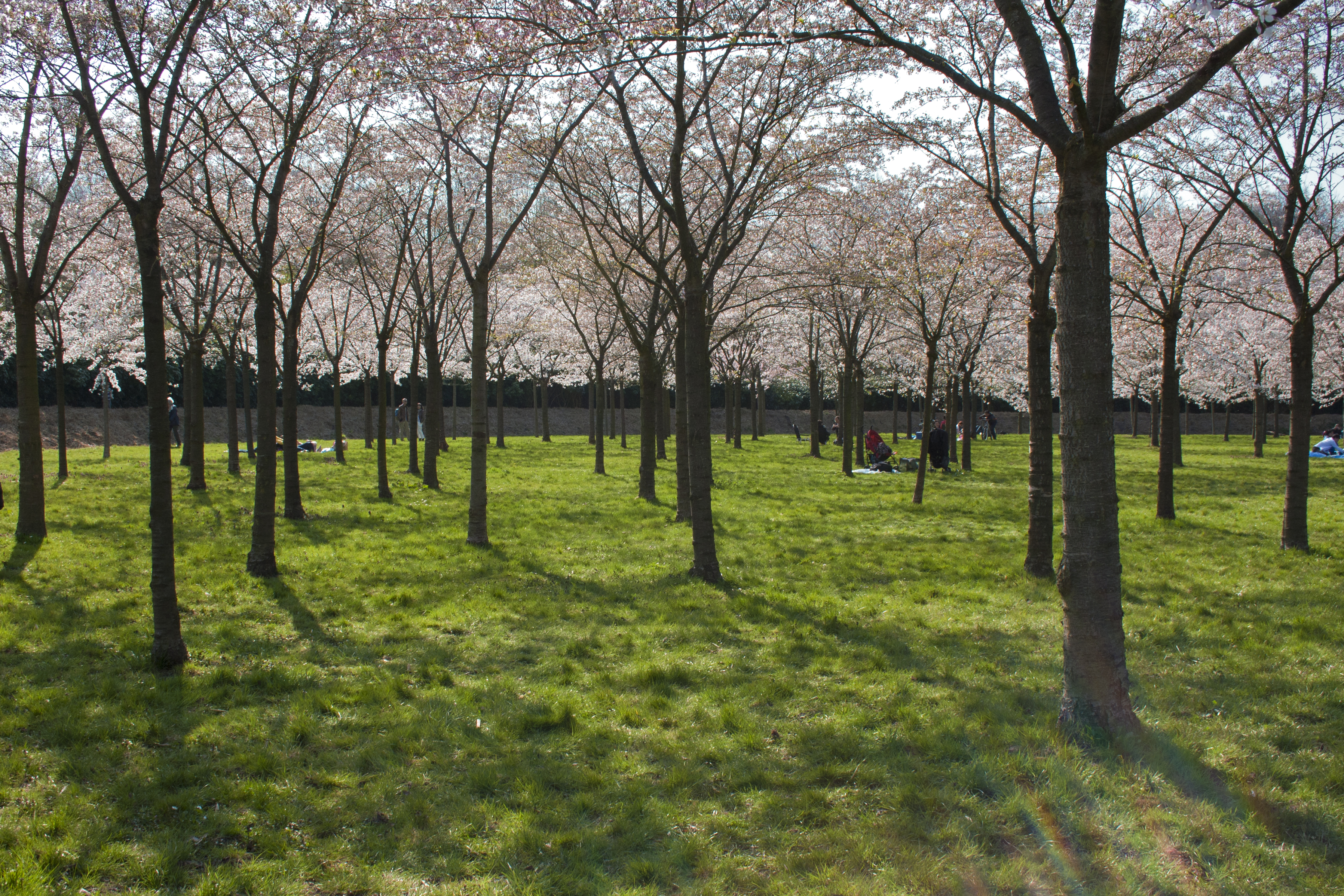
Bloesempark in het Amsterdamse Bos

Het Amsterdamse Bos (oorspronkelijk: het 'Boschplan') is een tussen 1934 en 1970 aangelegd bos ten zuidwesten van Amsterdam dat ligt tussen de Ringvaart (bij Schiphol) en Amstelveen. Het Amsterdamse Bos ter grootte van 935 hectare ligt vrijwel geheel in de gemeente Amstelveen (de grens loopt langs en ten noorden van de Bosbaan). Het deel ten zuiden van de autosnelweg A9 lag tot 2002 in de gemeente Aalsmeer, maar de gemeentegrens tussen Amstelveen en Aalsmeer ligt sindsdien bij de Bosrandweg. De gemeente Amsterdam is eigenaar en beheerder van het bos.

## Geschiedenis
De inspirator voor het Amsterdamse Bos was Jac. P. Thijsse. Al in 1900 maakte hij zich zorgen om het groen rond de stad. In zijn werk gaf hij aan dat het gebied bezuiden de Nieuwe Meer zeer geschikt was voor het aanleggen van een bos.
In 1927 kregen de ideeën om het Amsterdamse Bos aan te leggen gestalte. Het zag het levenslicht als het 'Boschplan', ontworpen met het doel uitbreiding van de recreatiefaciliteiten van de hoofdstad Amsterdam. De architecten van het plan waren de stedenbouwkundigen Cornelis van Eesteren en Jakoba Mulder. Ook de biologen Jac. P. Thijsse en A.J. van Laren hadden een groot aandeel in het ontwerp van het bos. In 1928 besloot de gemeenteraad van Amsterdam tot aanleg.
Het bos is aangelegd in de uitgeveende Buitendijkse Buitenvelderse polder en de Rietwijkeroorder polder. Het later aangelegde deel ten zuiden van de weg Schiphol – Amstelveen ligt in de Kleine Noordpolder en de Schinkelpolder. Vroeger lag hier een veenweidegebied, dat is uitgeveend voor de turfwinning en weer leeggepompt tot een laaggelegen droogmakerij. Het waterpeil in het bos ligt dan ook op 5,50 meter onder NAP en vismigratie tussen Bos en omgeving is niet mogelijk. Aan de westkant langs de Ringvaart staat een gemaal. In de oeverlanden van de Nieuwe Meer en de Amstelveense Poel ligt nog niet-afgegraven veen. Anno 2020 is het waterbeheer in handen van het Hoogheemraadschap van Rijnland.
Het 'Boschplan' maakte ook onderdeel uit van het in 1935 vastgestelde Algemeen Uitbreidingsplan van Amsterdam waarbinnen het de grootste van de groene scheggen vormde, die sindsdien kenmerkend zijn voor de stedenbouwkundige opzet van Amsterdam.
Toen men in 1934 zover was om te beginnen met de aanleg waren de crisisjaren in Nederland aangebroken. Veel mensen waren werkloos en werden gedwongen om te werken om een uitkering te krijgen. De aanleg van het Amsterdamse Bos bood "werk" aan veel mensen, dus werd het aangewezen als werkverschaffingsproject. De Nederlandse Heidemaatschappij zorgde voor de uitvoering van het plan. Ook verrichtten gevangenen er dwangarbeid.
Niet alleen arbeiders⁣, maar ook kantoorpersoneel werd aan het werk gezet, ongeveer 1.000 man per dag. In totaal hebben tussen 1934 en 1940 zo'n 20.000 mensen meegewerkt aan de aanleg van het bos.
Nadat enkele vliegtuigen in de buurt van Luchthaven Schiphol noodlandingen gemaakt hadden of verongelukt waren, werd aan het Boschplan twee noodlandingsterreinen toegevoegd, aangelegd in 1938-1940. Het noordelijke is het terrein waar in 1988 de Geitenboerderij Ridammerhoeve geopend werd. Het zuidelijke terrein is het zogeheten Land van Bosse, in 2011 in gebruik genomen als festivalterrein.
Tijdens de Tweede Wereldoorlog hebben gevangenen in het Amsterdamse Bos gewerkt. Joodse mannen uit Amsterdam werden vanaf najaar 1941 gedwongen aan de aanleg van het bos te werken, onder andere aan het graven van een sloot in de oeverlanden nabij de Nieuwe Meer. In en om het bos waren er vier werkkampen voor joodse mannen. De joodse mannen waren o.a. geïnterneerd in een werkkamp ten noorden van de Bosbaan, hemelsbreed niet ver van waar sinds 1996 het Dachaumonument staat. De meesten van hen zijn in 1942 gedeporteerd naar Westerbork. Op dolle dinsdag, 5 september 1944, kwam er een einde aan de dwangarbeid in het Bos.
In de eerste jaren na de oorlog werd nog steeds in werkverschaffingsverband gewerkt door zogenaamde DUW-arbeiders (Dienst Uitvoering Werken). Deze inzet eindigde in 1964, aannemers namen het werk met grote machines over. De aanleg van het Amsterdamse Bos was in 1964 gereed. De allerlaatste bomen zijn in 1970 tijdens boomplantdag door kinderen geplant op de zuidelijke helling van de grote heuvel.
Tegen de zuidelijke punt van het Bos werd in 1999 aan de westkant het Schinkelbos aangelegd. Dit ligt in de gemeente Aalsmeer en fungeert min of meer als uitbreiding van het Amsterdamse Bos, maar heeft een eigen beheersregime. Door begrazing met Schotse hooglanders ontstaat er veel afwisseling in de begroeiing.
In 2008 en in 2016 en 2017 zijn in de Zuidelijke Oeverlanden van de Nieuwe Meer maatregelen uitgevoerd voor de ecologische verbindingszone De Groene AS, tussen Amstelland en Spaarnwoude.

### Enkele jaartallen
- 1928 - Gemeenteraad van Amsterdam besluit tot aanleg Amsterdamse Bos
- 1931 - Boschplan (ontwerp van Cornelis van Eesteren en Jacoba Mulder)
- 1934 - Start aanleg met het uitgraven van de Bosbaan
- 1937 - Gemeenteraad besluit tot aanleg van een natuurgebied van bijna 1.000 hectare[15]
- 1947 - Gemeenteraad geeft het 'Boschplan' de naam 'Amsterdamse Bos'
- 1970 - De laatste boom op de Heuvel (uitvoering Boschplan gereed)
- 1994 - Beleidsplan Amsterdamse Bos
- 1999 en 2005 - Aanleg Schinkelbos (uitbreiding Amsterdamse Bos)[16]

### 75-jarig jubileum
Op 30 april 1934 ging de eerste spade de grond in voor de aanleg van wat toen nog het Boschplan heette. In 2009 werd gevierd dat het Amsterdamse Bos uitgegroeid is tot een volwassen bos, dat niet meer weg te denken is uit de Amsterdamse samenleving. Er vonden diverse evenementen plaats, er was een fotowedstrijd en er werd een jubileumboek uitgegeven.

## Ontwerp en inrichting
Het ontwerp is een kruising tussen de Engelse landschapsstijl - glooiende weiden met her en der groepjes bomen omringd door dicht bos, en gekromde bosranden - en de stijl van de Duitse Volksparken. De invloed daarvan is terug te vinden in de 'activiteiten-as' van het Bos: alle voorzieningen, zoals hockey- en cricketvelden, maneges, speelweides en de Grote Vijver, liggen op een vrijwel rechte lijn zodat de rest van het gebied het domein is van de bezoeker die rust wil.
De Engelse landschapsstijl heeft een natuurlijke uitstraling: glooiende weiden, verspreide boomgroepen, bochtige watergangen en gekromde bosranden. Door bewust ontworpen zichtlijnen en 'verdwijnpunten' lijkt het bos groter dan het is.
Het Amsterdamse Bos is in de loop der jaren uitgegroeid tot een bos met veel oude(re) bomen. De waterpartijen, brugjes, smalle en slingerende maar ook brede en rechte paden, maken het bos tot een zeer bijzonder landschap in Nederland. Op bepaalde (afgesloten) plekken lopen kuddes Schotse hooglanders rond. In de schemering van de vroege avond is in het Bos soms de nachtegaal te horen.
Het Bos is eigenlijk eerder een kruising tussen een zeer groot park en een bos. Een deel van het bos, waaronder de grote speelweide, ligt precies onder de aanvliegroute van de Buitenveldertbaan van de Luchthaven Schiphol die even verderop begint. Het bos wordt sinds 1967 doorsneden door autosnelweg A9, voor het verkeer opengesteld in 1969/'70.

## Monumenten
In het Amsterdamse Bos zijn er vijf monumenten: het Nationaal Dachau Monument, de Kruiwagen, het Tsunamimonument, de Stedemaagd en een gedenksteen bij het Sportpark.

### Dachaumonument
Het Nationaal Dachau Monument is een nationaal monument dat is opgericht ter herdenking van de slachtoffers van concentratiekamp Dachau in de Tweede Wereldoorlog. De bevrijding van het kamp op 29 april 1945 wordt hier ieder jaar herdacht. De maker van het Dachaumonument is beeldend kunstenaar Niek Kemps.

### De Kruiwagen
De Kruiwagen werd in 1980 op de Grote Speelweide als monument geplaatst. Het is een eerbetoon aan alle mensen die tijdens de crisis in de jaren dertig van de 20e eeuw gewerkt hebben aan de uitvoering van het 'Boschplan' en met name de Bosbaan. Voor het uitgraven van de Bosbaan werd gebruikgemaakt van kruiwagens. De aanleg van het Boschplan was vanaf 1934 een gemeentelijk werkverschaffingsproject. De kruiwagen is ontworpen door Leon van der Heijden uit Amsterdam.

### Bloesempark
Het Bloesempark is een geliefde plek voor de Japanse gemeenschap in en rond Amsterdam. 
In het jaar 2000 schonk de Japan Women's Club 400 sierkersen van de hybride Prunus × yedoensis aan Amstelveen. Ze zijn geplant in het Bloesempark als
dank voor de Japans-Nederlandse betrekkingen. Hier is in maart 2012 een monument onthuld ter nagedachtenis aan de slachtoffers en getroffenen van de Aardbeving met tsunami in Japan op 11 maart 2011. Het monument is uitgevoerd in zwart graniet met een Japanse tekst.

### Stedemaagd
Sinds 2014 staat het originele beeld van de Amsterdamse Stedemaagd uit 1883 naast de halte Koenenkade van de Museumtramlijn. Dit stond tot 2010 bij de ingang van het Vondelpark aan de Stadhouderskade, maar was sterk aan verval onderhevig en werd vervangen door een replica. Het oude beeld is na een grondige opknapbeurt op 18 juni 2014 op een sokkel geplaatst aan de Koenenkade, bij een ingang van het Amsterdamse Bos, vlak bij de grens met de gemeente Amstelveen.

### Gedenksteen Sportpark
Bij de ingang van het Sportpark, net naast het Wagenerstadion staat een granieten gedenksteen voor oorlogsslachtoffers.

## Rijks- en gemeentelijke monumenten
Het botenhuis bij de Bosbaan uit 1936 (ontworpen door ir. P. van Niftrik) is door het Rijk aangewezen als Rijksmonument en de spoorwegwachterswoning aan de Nieuwe Kalfjeslaan is een gemeentelijk monument (Amstelveen). Ook zijn 53 bruggen geplaatst op de lijst van gemeentelijke monumenten.

## Bruggen
Het Amsterdamse Bos telt 116 bruggen. Hiervan zijn er 67 ontworpen door de Amsterdamse School-architect Piet Kramer, zoals Brug 569. Geen van deze bruggen is gelijk. Kramer zocht bij de ontwerpen naar een samenhang tussen constructie, materiaalgebruik, kleurgebruik, de omgeving en vormgeving. Zo zijn er 'ballenbruggen' (in dit bos zijn de ballenbruggen: 516, 519, 520, 530, 531 en 548.), houten bruggen en gekleurde bruggen in opvallende kleuren.
Veel bruggen zijn in de loop der tijd in verval geraakt. In de afgelopen jaren hebben deze bruggen een opknapbeurt ondergaan, waarbij ook de oorspronkelijke kleuren terugkeerden. Een aantal sterk vervallen, niet monumentale, oude bruggen zijn vervangen. Het ontwerp van deze nieuwe 'bosbruggen' refereert aan de brugjes uit de tijd van de vervening die zo ontworpen waren dat turfschepen eronderdoor konden varen.

## Voorzieningen
- Nabij de hoofdingang aan de Van Nijenrodeweg en de Bosbaan ligt het Informatiecentrum 'De Boswinkel'. Dit heette vroeger 'de Molshoop', en daarvoor nog 'het Bosmuseum' (toen nog bij Boerderij Meerzicht).[22] Nabij de winkel staat het kunstwerk Birth of change van Serge Verheugen, even verderop staat van hem ook Verwantschappen.
- Op zondagen tussen (begin) april en eind oktober is het Bos bereikbaar met de museumtram van de Electrische Museumtramlijn Amsterdam.
- Van 1956 tot 1997 en van 2015-2017 reed op zondagen van april tot begin oktober de bosbus via de Bosbaanweg en Nieuwe Meerlaan.
- Op zondagen van april tot oktober is er een veerdienst over de Nieuwe Meer naar Boerderij Meerzicht in het Bos. Ook vaart er dan een pontje over de Ringvaart tussen het bos en de buurtschap Nieuwe Meer.[23]
- In de noordwesthoek ligt de (voormalige) Boerderij Meerzicht, hier is een pannenkoekenrestaurant en een speeltuin.
- In het noordwesten is er een groot openluchttheater, het Bostheater, waar 's zomers voorstellingen gegeven worden.[24]
- In het westelijk deel van het Bos ligt sinds 1988 bij de Nieuwe Meerlaan de geiten-boerderij de Ridammerhoeve, op het terrein van een van de twee voormalige noodlandingsterreinen.[10]
- Er zijn ook verschillende speelterreinen voor kinderen en een groot en een klein, ondiep zwembad voor de kleine kinderen.
- In de Grote Vijver kan worden gezwommen en kano worden gevaren. Op de naastgelegen Grote Speelweide kan men liggen of spelen.
- De Zonneweide is bestemd voor naaktrecreatie.
- Aan de zuidkant ligt nabij de Bosrandweg de camping 'Het Amsterdamse Bos'.
- In het zuiden van het bos ligt het Bloesempark, met het Tsunamimonument. Het Bloesempark is een geliefde plek voor de Japanse gemeenschap in en rond Amsterdam. De bomen waren een gift van de Japanse vrouwenvereniging in Nederland.[25][26]
- In het zuiden is het land van Bosse, een van de twee voormalige noodlandingsterreinen, in 2011 geschikt gemaakt voor gebruik als festivalterrein. Naast dit land staat ook een uit 1958 stammende radartoren, sinds 2016 buiten gebruik. Er zijn plannen om deze toren om te vormen tot culturele hotspot en kleinschalig hotel.[27][11]

## Bosbaan
Een belangrijk onderdeel is de roeibaan, de Bosbaan, die in 1937 werd geopend. Deze heeft een lengte van 2.200 meter en was toen 72 meter breed. De baan vormde een alternatief voor de rivier de Amstel en de Ringvaart van de Haarlemmermeerpolder, waar tot dan toe roeiwedstrijden werden gehouden. Dit is 's werelds oudste kunstmatig aangelegde roeibaan. In 1963 werd de baan verbreed tot 92 meter. Op dit water werden in 1977 de Wereldkampioenschappen Roeien gehouden. Om te voldoen aan internationaal geldende wedstrijdvoorwaarden werd de Bosbaan in 2001 verbreed tot 118 meter (8 wedstrijdbanen en een "oproeibaan"). Ten opzichte van de oorspronkelijke baan is de huidige baan als het ware enige streken bakboord gedraaid. Dit is te zien aan de tribune bij de finish die dichter op de baan lijkt te staan. In 2014 is het WK roeien hier opnieuw gehouden.

## Sport en spel
- De Bosbaan wordt ook gebruikt voor andere vormen van watersport, variërend van drakenbootwedstrijden tot speedboatraces.
- Amsterdamse sportverenigingen organiseren regelmatig wedstrijden in het Bos. In 1938 werd voor de eerste maal de wielerwedstrijd de Ronde van het Amsterdamse Bos verreden.
- In het Bos is ook ruimte voor paardensport.
- Nabij het bezoekerscentrum bevindt zich een 'klimpark'.
- Bij de grote vijver zijn kano's en waterfietsen te huur.
- Er is een rodelbaan voor een inmiddels in onbruik geraakte activiteit.
- Nabij de Nieuwe Kalfjeslaan liggen de hockeyvelden van Amsterdam H&BC, Pinoké en Hurley, met het Wagener-stadion.
- Aan de Bleekerskade bevindt zich het clubhuis van Kanovereniging Frisia.
- Op de vroegere Vietnamweide, tussen de Bosbaan en de Nieuwe Meer, ligt, na jarenlange strijd, sinds 1996 een tennispark.
- Aan de Nieuwe Kalfjeslaan liggen de cricketvelden van VRA.
- Aan de Nieuwe Kalfjeslaan ligt, tussen de hockeyvelden van Amsterdam H&BC en Hurley in, Tennis Club Amsterdam.
- Sinds 2011 wordt er ieder jaar een golftoernooi georganiseerd door de Rotary Club Aalsmeer-Uithoorn.[28]

## Festivals en manifestaties
Op 26 juni 1971, in de nadagen van de flowerpower, organiseerde Berry Visser van Mojo Concerts een Free Concert in het Bos. Zo'n 40- tot 60.000 bezoekers verzamelden zich om in de stromende regen te luisteren naar optredens van onder anderen Pink Floyd, CCC Inc. en Humble Pie. Niet alleen het weer zat tegen. Problemen met de stroomvoorziening leidden tot een vertraging van 3 uur.
Op 29 en 30 april 1972 vond op een veld aan de noordelijke rand van het Bos een groots opgezet jongerenfestival plaats. Het festival werd georganiseerd door het comité Jongeren voor Vietnam, dat zich richtte tegen het pro-Amerikaanse regeringsstandpunt ten opzichte van de Amerikaanse oorlogshandelingen tegen Vietnam. Onder het motto 'Stop Nederlandse steun aan Nixonpolitiek, nu!' waren er - alweer in de stromende regen - optredens te zien van tientallen bandjes en cabaretgroepjes. Ook waren er toespraken van de partijvoorzitters André van der Louw (PvdA), Dolf Coppes (PPR) en Henk Hoekstra (CPN). Het festival trok zeker 12.000 bezoekers. Het festivalterrein staat sindsdien bekend als 'de Vietnamweide'.
Op 23 juni 1979 was de Vietnamweide opnieuw het toneel van een jongerenmanifestatie. In de 'Nacht van Van Agt' voerden jongeren er actie tegen Bestek'81, de bezuinigingsoperatie van het kabinet-Van Agt I.
Op 10 juni 1986 traden in het Paardensportcentrum de Schotse new-wavegroep Simple Minds en de Engelse band Simply Red op. Ook dat optreden ging gepaard met regenval. Onder veel betere condities ging op 19 september 1993 het Racism Beat It-festival van start. Het festival werd gehouden op de speelweide en bezocht door 80.000 mensen. Op 15 juli 2000 vond het dancefeest New Frontier plaats.Vanaf 2008 vindt jaarlijks het festival A Day at the Park plaats.
Bezwaarschriften konden niet verhinderen dat in 1994 de Vietnamweide gebruikt werd voor de aanleg van een tennispark.
In 2011 is op het zogeheten Land van Bosse (een voormalig noodlandingsterrein) een festivalterrein aangelegd.

## Enkele feiten en cijfers
- Volgens tellingen uit 2009 en 2010 trekt het Amsterdamse Bos jaarlijks zo'n 6 miljoen bezoekers.[29]
- Het Bos bevat 137 km voetpaden, 51 km fietspaden, 16 km ruiterpaden en 14 km autoweg plus 116 bruggen.
- Er zijn 150 boomsoorten, 200 vogelsoorten en 700 keversoorten aanwezig.
- Het Amsterdamse Bos ligt op het grondgebied van de gemeenten Amsterdam, Amstelveen en Aalsmeer (alleen de recente uitbreiding in de Schinkelpolder).
- Het is ongeveer 935 hectare groot. Hiervan bestaat 420 hectare uit bos, 215 hectare uit grasland, 165 hectare uit water, 70 hectare uit oeverlanden en de overige 65 hectare zijn wegen, sportvelden et cetera.

### Natuur
- Een groot bos op kleibodem, zeldzaam in Nederland.
- Onder meer eekhoorn, bosuil, bunzing, ijsvogel, bruine kiekendief en kleine bonte specht.
- Begrazing door Schotse hooglanders.
- De bijzondere vegetaties van de oeverlanden o.a. rietorchis, welriekende nachtorchis en ronde zonnedauw.
- Belangrijk leefgebied voor de ringslang. Jaarlijks 1.000 uitgekomen ringslangeieren.

## Criminaliteit
Het Bos kent ook nachtelijke bezoekers met duistere bedoelingen:
- Op aanwijzingen van de daders werd aan de rand van het Bos op 7 december 1961 het lichaam gevonden van de Italiaan Bruno Colombo (25). De zakenman was enkele weken eerder beroofd en vermoord door zijn landgenoten Sergio Squazzardi (27) en Enrico Prisco (22). Op de plaats waar zijn lichaam gevonden werd, heeft een monument gestaan.
- In januari 1974 redde een politiepatrouille in het Bos het leven van een 26-jarige Chinese kok die op het punt stond gewurgd te worden door twee landgenoten. Het bleek te gaan om een afrekening in de Amsterdamse gokwereld.
- Op 10 januari 1997 vond een wandelaar het lichaam van het Duitse meisje Kim Kerkow (10) uit het Noord-Duitse Varel. Kim was de dag ervoor slachtoffer geworden van de 34-jarige Duitse seriemoordenaar Rolf Diesterweg. Om onduidelijke redenen liet hij haar lichaam achter in het Bos nadat hij er honderden kilometers mee gereden had.
- Openbare bronnen kunnen geen informatie geven over de identiteit van de dode man, die op 12 februari 1998 uit de Bosbaan gevist werd. De man had een stuk beton aan zijn been hangen.
- Willem Endstra zou in het Amsterdamse Bos herhaaldelijk zijn afgetuigd door zijn vermeende afperser Willem Holleeder.
- Op 16 augustus 2006 werd op aanwijzing van de dader in het Bos het lichaam gevonden van Angelique van Leijenhorst (30) uit Aalsmeer. Angelique werd op 10 november 2000 doodgeschoten door haar echtgenoot Paul van Osch. Tot dan toe had Van Osch zijn betrokkenheid bij haar vermissing altijd ontkend. Hij werd veroordeeld tot zes jaar cel en kwam in 2008 vrij.